# Félicia Ballanger
Félicia Ballenger (La Roche-sur-Yon, 12 juni 1971) is een Frans voormalig wielrenster. Ze is tienvoudig wereldkampioene en drievoudig olympisch kampioene.
Ze wordt door haar moeder, die een grote fan van Felice Gimondi is, Felicia genoemd, naar de Italiaanse grootheid.

## Palmares
WK Sprint (juniores): Goud in 1988

WK Sprint: Goud in 1995, 1996, 1997, 1998 en 1999. Zilver in 1994.

WK 500mTT: Goud in 1995, 1996, 1997, 1998 en 1999.

OS Sprint: Goud in 1996 en 2000

OS 500mTT: Goud in 2000
1988: Erika Salumäe ·
1992: Erika Salumäe ·
1996: Félicia Ballanger ·
2000: Félicia Ballanger ·
2004: Lori-Ann Muenzer ·
2008: Victoria Pendleton · 
2012: Anna Meares · 
2016: Kristina Vogel · 
2020: Kelsey Mitchell · 
2024: Ellesse Andrews
2000: Félicia Ballanger ·
2004: Anna Meares
- Bibliothèque nationale de France: cb15098523p (data)
- International Standard Name Identifier: 0000 0000 0483 4804
- Virtual International Authority File: 22434357